# Vjatsjeslav Djaditsjkin
Vyacheslav Dyadichkin (Russisch: Вячеслав Дядичкин; 29 januari 1982) is een Kirgizisch wielrenner.

## Teams
- 2006-2008: Polygon Sweet Nice Team

## Palmares
2005
- 3e in het eindklassement van de Ronde van Indonesië

2006
- 2e in het eindklassement van de Ronde van Indonesië